# Onpersoonlijk passief
De onpersoonlijke lijdende vorm of onpersoonlijk passief is de passieve vorm van intransitieve werkwoorden (daarvoor wordt de onpersoonlijke lijdende vorm ook onpersoonlijk passief genoemd). Deze hebben geen lijdend voorwerp te promoveren tot onderwerp, zodat de lijdende vorm van deze werkwoorden geen onderwerp heeft: daarvoor, heeft de onpersoonlijke lijdende vorm een expletief onderwerp of een null onderwerp. Niet alle talen hebben het onpersoonlijke passief.
In het Nederlands is het plaatsonderwerp 'er' als expletief onderwerp gebruikt voor het passieve hulpwerkwoord 'worden':
Er wordt gepraat
Er werd gedanst
In het Duits heeft het pronomen es ('het') deze expletieve functie met het hulpwerkwoord 'werden':
Es wird/wurde geschlafen
'Er wordt/werd geslapen'
In het Turks, is er geen hulpwerkwoord maar het werkwoord heeft een passieve uitgang:
Burada çalış-ıl-ır.
hier werk-PASS-ONV.TEGENW.
'Hier wordt gewerkt'
In het Venetiaans heeft het hulpwerkwoord geen cliticum (vien 'wordt' of xe stà 'is geweest=werd') ofwel een locatief cliticum gh- dat als expletief fungeert, zoals het Nederlands, en met het werkwoord xe samengetrokken is (gh’è 'er-is'):
Xe stà parlà de mi
Is geweest gepraat over mij
'Er werd over mij gepraat'
Gh’è stà parlà de mi
Er-is geweest gepraat over mij
'Er werd over mij gepraat'
Het onpersoonlijk passief kan alleen van onergatieve werkwoorden worden afgeleid.